# Baqian Cuo
Baqian Cuo (kinesiska: 捌千错) är en sjö i Kina. Den ligger i den autonoma regionen Tibet, i den sydvästra delen av landet, omkring 840 kilometer väster om regionhuvudstaden Lhasa. Trakten runt Baqian Cuo består i huvudsak av gräsmarker.
Genomsnittlig årsnederbörd är 680 millimeter. Den regnigaste månaden är juli, med i genomsnitt 128 mm nederbörd, och den torraste är november, med 11 mm nederbörd.